# Iran ai Giochi della XVI Olimpiade
L’Iran ha partecipato ai Giochi della XVI Olimpiade che si sono svolti a Melbourne dal 22 novembre all'8 dicembre 1956 
con una delegazione di 17 atleti impegnati in 3 discipline,
aggiudicandosi 2 medaglie d'oro, 2 medaglie d'argento e 1 medaglia di bronzo.

## Medagliere

### Per discipline
| Sport             | Oro | Argento | Bronzo | Totale |
| ----------------- | --- | ------- | ------ | ------ |
| Lotta libera      | 2   | 2       | 0      | 4      |
| Sollevamento pesi | 0   | 0       | 1      | 1      |
| Totale            | 2   | 2       | 1      | 5      |

### Medaglie
| Medaglia | Atleta                 | Sport             | Evento             |
| -------- | ---------------------- | ----------------- | ------------------ |
| Oro      | Emam Ali Habibi        | Lotta libera      | Pesi leggeri       |
| Oro      | Gholam Reza Takhti     | Lotta libera      | Pesi medio-massimi |
| Argento  | Mohamed Khojastehpour  | Lotta libera      | Pesi mosca         |
| Argento  | Mohamed Mehdi Yaghoubi | Lotta libera      | Pesi gallo         |
| Bronzo   | Mahmoud Namdjou        | Sollevamento pesi | Pesi gallo         |